# Calosphaeria pulchella
Calosphaeria pulchella är en svampart som först beskrevs av Christiaan Hendrik Persoon, och fick sitt nu gällande namn av Joseph Schröter 1897. Calosphaeria pulchella ingår i släktet Calosphaeria och familjen Calosphaeriaceae.   Inga underarter finns listade i Catalogue of Life.